# Shuri (personaggio)
Shuri è un personaggio dei fumetti statunitensi creato da Reginald Hudlin (testi) e John Romita Jr. (disegni), pubblicato dalla Marvel Comics. La sua prima apparizione avviene in Black Panther (vol. 4) n. 2 (maggio 2005).
Principessa del Regno di Wakanda e sorellastra di T'Challa, Shuri ha ricevuto sin da bambina il suo stesso addestramento e, dopo aver ricoperto a lungo il ruolo di personaggio di supporto, ne ha ereditato il manto di Pantera Nera.

## Biografia del personaggio

### Primi anni
Nata in Wakanda da re T'Chaka e dalla regina Ramonda, Shuri è la minore dei figli del sovrano nonché l'unica femmina dopo il fratello adottivo, Hunter, e i fratellastri, T'Challa e Jakarra. Crescendo sviluppa un sincero rapporto d'affetto solo con T'Challa e le viene impartito il medesimo addestramento; in seguito alla morte del padre per mano dell'esploratore mercenario Ulysses Klaw Shuri tenta di ereditare il manto di Pantera Nera ma, prima che riesca a completare tutte le prove necessarie, T'Challa, ritornato dal suo viaggio formativo sconfigge i guerrieri più forti del paese dimostrandosi degno di tale titolo e venendo pertanto incoronato dallo zio S'Yan.
La ragazza rimane dunque al fianco del fratellastro in qualità di assistente e consigliera, occupandosi del regno nel corso dei suoi numerosi periodi di assenza dovuti agli impegni coi Fantastici Quattro o i Vendicatori; proprio in questo periodo, difendendo il Wakanda nel corso di un'invasione da parte delle truppe mercenarie di Klaw, brandendo la spada d'ebano, Shuri uccide per la prima volta una persona: Igor Stancheck il secondo Uomo Radioattivo, evento che la lascia sconvolta per diverso tempo. In seguito, quando Erik Killmonger tenta di conquistare il regno servendosi di alcune navi da guerra americane, Shuri ne assalta una riuscendo a sconfiggere un intero manipolo di soldati e, durante l'invasione segreta degli Skrull, guida l'armata del Wakanda assieme a T'Challa, Tempesta e S'Yan riuscendo a respingere un intero plotone di alieni mutaforma.

### Pantera Nera
Agli albori del regno oscuro di Osborn, T'Challa viene assalito e mandato in coma dal Dottor Destino per essersi rifiutato di entrare nella Cabala; dunque la regina reggente del Wakanda, Ororo, nomina Shuri nuova Pantera Nera e sovrana temporanea del regno, sebbene la Dea Pantera Bast le conferisca poteri sovrumani solo diverso tempo dopo l'ingestione dell'Erba a Foglia di Cuore (Heart-Shaped Herb) in quanto la considera troppo arrogante. Anche dopo il risveglio del fratellastro, Shuri mantiene i titoli neoacquisiti mentre questi completa la riabilitazione.
Scoperto un complotto ordito dal Dottor Destino per assumere il controllo del Wakanda, Shuri e T'Challa si avvalgono dell'aiuto di Colosso, Nightcrawler e Wolverine per riuscire a fermarlo e vincere una guerra contro Latveria al termine della quale tutto il vibranio del paese viene reso inerte di modo che il popolo non ne dipenda più in via esclusiva; tale decisione provoca tuttavia alcuni problemi economici che spingono Shuri a svolgere una missione diplomatica nella Terra Selvaggia volta a stipulare un accordo commerciale.
Durante la guerra tra Vendicatori e X-Men Namor assale e distrugge buona parte del Wakanda portando Shuri, in qualità di sovrana, a dichiarare guerra ad Atlantide radendola al suolo; tempo dopo, scoperto che T'Challa collabora con gli Illuminati, di cui è membro anche Namor, Shuri gli ordina di rivelarle il motivo ma il fratellastro, non volendola allarmare rivelandole dell'imminente incursione tra il loro universo e un altro, non risponde costringendola a esiliarlo con l'accusa di tradimento. Nel momento in cui il Wakanda viene attaccato dalla Cabala, Shuri viene uccisa.

## Poteri e abilità
Shuri è un'ottima leader, possiede un'eccezionale capacità acrobatica, può muoversi senza emettere il minimo rumore ed è una grande esperta di combattimento corpo a corpo. In quanto detentrice del titolo di Pantera Nera, ottenuto sia per diritto dinastico che superando una serie di prove, Shuri ha ingerito l'Erba a Foglia di Cuore (Heart-Shaped Herb) la quale, oltre a un legame mistico con la Dea Pantera Bast, conferisce a colui che se ne nutre (purché appartenga alla famiglia reale) capacità fisiche soprannaturali quali forza, agilità, velocità, riflessi e resistenza sovrumani, facoltà di guarigione parecchio più rapide rispetto a quelle di un comune essere umano e l'acutissima percezione sensoriale tipica di un animale predatore grazie alla quale può vedere in condizioni di totale oscurità, riconoscere una persona dal suo odore naturale rintracciandola ovunque essa sia e sentire frequenze che, a un orecchio ordinario, risulterebbero impercettibili.
Il costume che indossa è realizzato in fibra di vibranio, completamente immune a proiettili, armi da taglio, esplosioni ed equipaggiato con artigli capaci di tagliare ogni superficie; in qualità di membro della famiglia reale del Wakanda inoltre, Shuri gode dell'immunità diplomatica e ha accesso alla vasta gamma di dispositivi tecnologici, materiali bellici, artefatti mistici, scienziati e stregoni al servizio della nazione nonché al suo esercito, considerato tra i più potenti della Terra.

## Altre versioni
Nel Marvel Mangaverse, la sorella di T'Challa, chiamata T'Chana è dapprima seguace e in seguito erede del Dottor Destino.

## Altri media

### Marvel Cinematic Universe

Shuri interpretata da Letitia Wright nel film Black Panther: Wakanda Forever

Shuri appare all'interno del Marvel Cinematic Universe, interpretata da Letitia Wright. A differenza dei fumetti, è la sorella biologica di T'Challa e si occupa dello sviluppo di nuove tecnologie essendo a capo del dipartimento di scienze del Wakanda grazie alla sua elevata intelligenza, nonostante la giovane età.
- Appare la prima volta in Black Panther (2018), dove aiuta suo fratello T'Challa a risolvere i problemi politici del Wakanda e lo aiuta nel colpo di Stato per far riprendere a suo fratello il trono dalle mani del loro spietato e vendicativo cugino Erik Killmonger.
- In Avengers: Infinity War (2018), Shuri viene incaricata da suo fratello di estrarre in modo sicuro la Gemma della mente da Visione senza uccidere quest'ultimo, ma fallisce a causa dell'attacco a Wakanda dell'esercito di Thanos. Come rivelato successivamente, Shuri, come suo fratello, è stata fra coloro che si sono dissolti a causa dello schiocco di dita di Thanos.
- In Avengers: Endgame (2019), Shuri ritorna in vita, grazie allo schiocco di Hulk, e con l'esercito Wakandiano aiuta gli Avengers a sconfiggere definitivamente Thanos e il suo esercito, e stavolta ci riescono. Partecipa al funerale di Iron Man insieme a T'Challa per poi tornare al Wakanda.
- Shuri compare anche nella prima serie animata dell'MCU What If...? (2021).
- Shuri ricompare come protagonista assoluta nel film Black Panther: Wakanda Forever (2022). All'inizio del film perde suo fratello maggiore quando egli resta vittima di una particolare malattia che la ragazza pensava potesse essere guarita dalle erbe a forma di cuore distrutte da Erik Killmonger nel primo film, ma i suoi sforzi di ricrearla sono inutili. In profondo lutto, un anno dopo viene a contatto con Namor e il suo popolo sottomarino dei Talocan, che hanno intenzione di distruggere il mondo in superficie. Dopo aver rifiutato un'alleanza fra loro, Namor e il suo esercito attaccano il Wakanda e finiscono per uccidere la regina Ramonda. Ormai l'unica ancora in vita della sua famiglia, Shuri riesce a ricreare l'erba a forma di cuore e ingerendola acquisisce i poteri per diventare la nuova Pantera Nera: nel piano ancestrale, vede Killmonger che la motiva a lasciarsi andare alla rabbia, e Shuri ha un combattimento finale con Namor ed è sul punto di ucciderlo per vendicare la morte di sua madre, ma decide di risparmiarlo per non causare una guerra eterna fra le loro genti, scegliendo quindi di non farsi consumare dalla vendetta, proprio come fece suo fratello anni prima. Alla fine del film, dopo essere venuta a patti con la morte di T'Challa, scopre che quest'ultimo ha avuto, prima della sua dipartita, un figlio assieme a Nakia, T'Challa II.
- Shuri è ricomparsa nuovamente nel film Avengers: Doomsday (2026).

### Animazione
- Shuri compare nella serie animata Black Panther.
- Shuri compare anche nella serie animata Avengers Assemble.
- Appare nel cortometraggio Operazione Shuri.
- Shuri è presente nella serie animata Marvel Super Hero Adventures.

### Videogiochi
- Shuri compare come skin di Pantera Nera in Marvel Heroes.
- Shuri compare come personaggio giocabile in Marvel Future Fight.
- Shuri compare come personaggio giocabile DLC in LEGO Marvel's Avengers.
- Shuri compare come personaggio giocabile in LEGO Marvel Super Heroes 2.
- Shuri compare in Marvel's Avengers.